# 東海林文子
東海林文子（日语：／ Tōkairin Fumiko，1960年—），是日本已退役女子羽球運動員。

## 簡歷
東海林文子於1979年贏得加拿大羽球公開賽；在1980年世界羽毛球錦標賽晉級女單16強。1981年，她在世界運動會羽球比賽獲得女子單打銅牌，並與大塚ソノエ搭檔獲得女子雙打銅牌。1983年，東海林贏得全日本綜合羽球錦標賽女子單打冠軍。1984年，贏得瑞典羽球公開賽女子單打冠軍。